# Rijp

Aggregatietoestanden

Rijp en rijm zijn een witte aanslag van ijskristallen die vormen onder het vriespunt op een ondergrond. Het is een meteorologisch fenomeen van thermodynamische aard. Het wordt soms op gras, struiken en voorwerpen als daken, hekken en auto's aangetroffen. Deze ontstaat bij temperaturen onder nul door de overgang van waterdamp in ijs.

Faseovergangen en -toestanden van water

## Vorming van rijp
Het thermodynamische proces waarin gas (waterdamp) overgaat in vaste stof (ijs) heet (ver)rijpen of desublimeren. Hiernaar is rijp vernoemd. Rijp heeft een kristallijne structuur, meestal in de vorm van naalden, schubben, waaiers of veren, afhankelijk van de vochtigheid van de lucht, de temperatuur, de warmtecapaciteit en warmtegeleiding van het voorwerp en de temperatuur en beweging van de lucht. Rijp kan ook ontstaan doordat de waterdamp bij afkoeling eerst als dauw neerslaat en daarna bevriest. Dit wordt rijm genoemd.
Rijp ontstaat bij voorkeur tijdens een rustige, heldere nacht op voorwerpen, die snel warmte verliezen door uitstraling naar de ruimte. Zodra de temperatuur van het voorwerp onder het vriespunt daalt, gaat de waterdamp direct over in ijskristalletjes, bv. op het raam van buiten geparkeerde auto's na een koude winternacht. Rijp kan ook ontstaan door capillaire werking, vooral in het geval van planten of grond. In dit geval onttrekt een ijskristal water uit kleine kanaaltjes, waardoor het ijskristal van binnenuit aangroeit.

## Ruige rijp
Bij mist zweven de fijne waterdruppeltjes in de lucht. Daalt de temperatuur onder nul, dan raken die waterdruppeltjes onderkoeld. Ze bevriezen zodra ze ergens tegenaan botsen. In dat geval spreken de weerkundigen van ruige rijp. Deze vorm van neerslag komt minder vaak voor dan rijp doordat daarvoor behalve vorst ook mist nodig is. Het komt wel op uitgebreidere schaal voor dan rijp en kan de natuur een sprookjesachtig aanzien geven. Wanneer de mist zich geruime tijd weet te handhaven en de temperatuur onder het vriespunt blijft, kan de ruige rijp tot een laagje van enkele centimeters aangroeien. De aangroeiing gaat tegen de richting van de wind in. Bij lichte nevel en geringe wind worden naalden gevormd.

## Vormen van rijp
- Ruige rijp
- IJskristal
- IJsbloemen
- IJshaar
- Yukimarimo

Voorbeelden van rijp
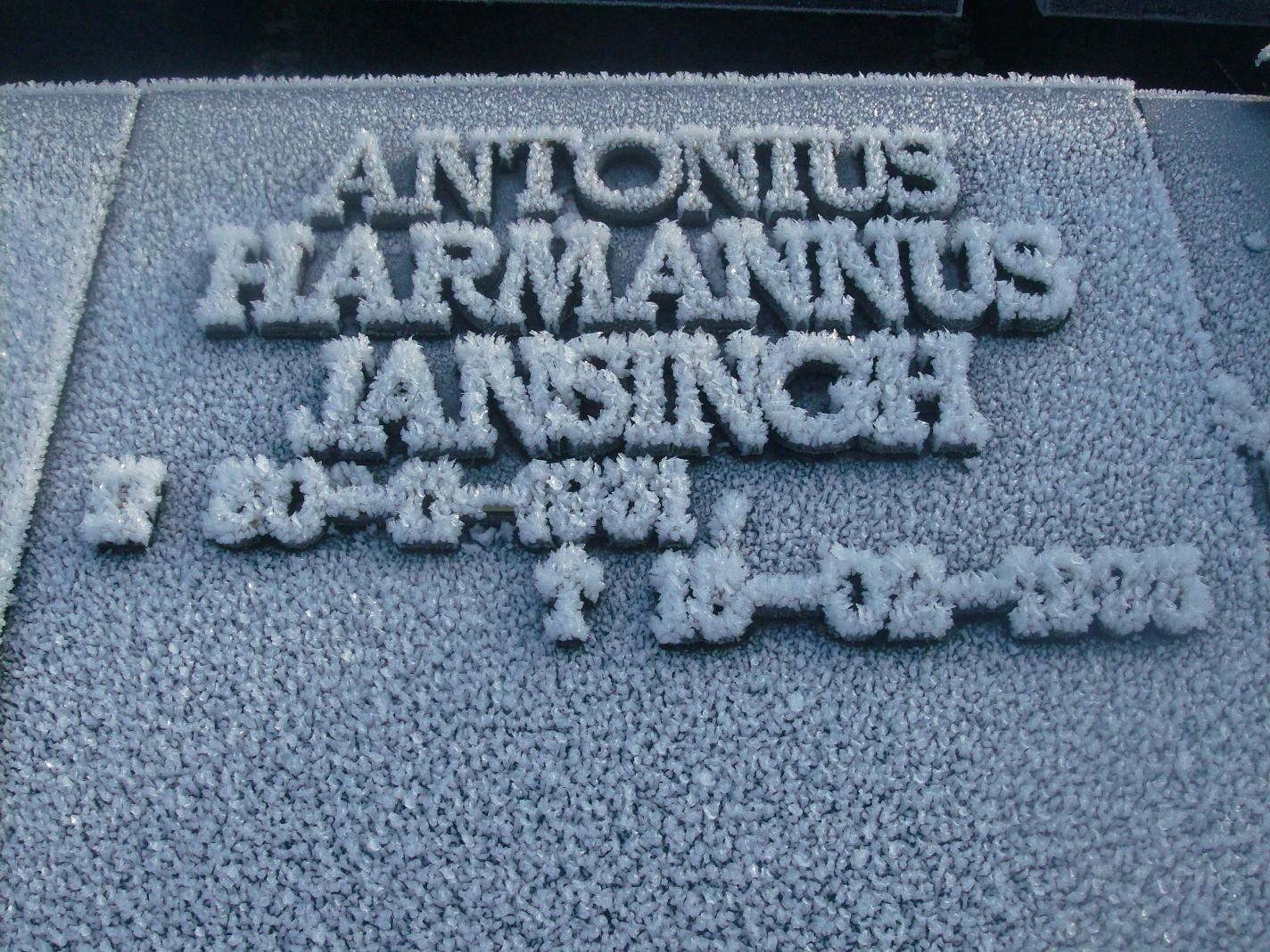
IJskristallen op een grafsteen in Wedde, Groningen.
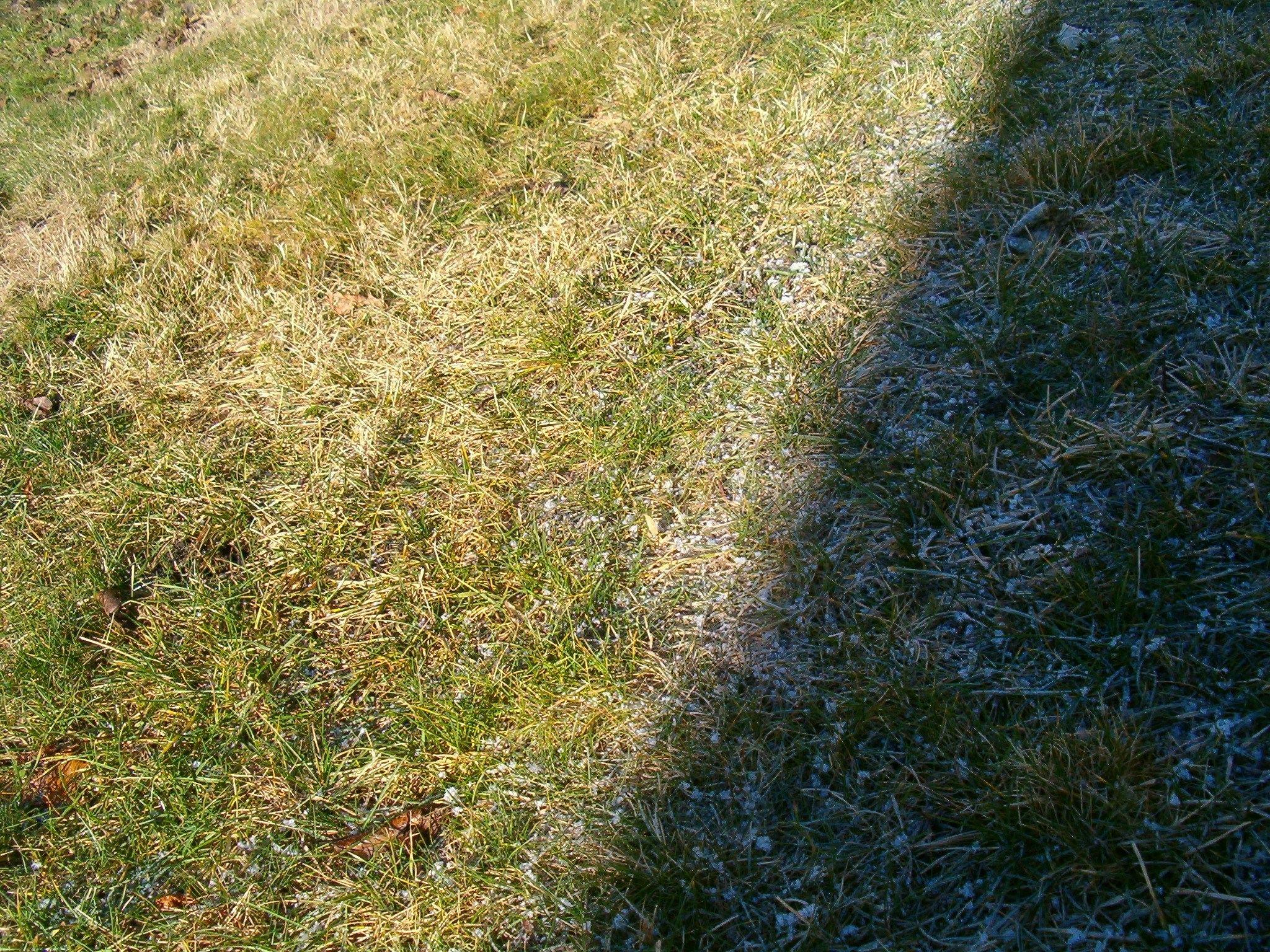
Rijp in de schaduw.
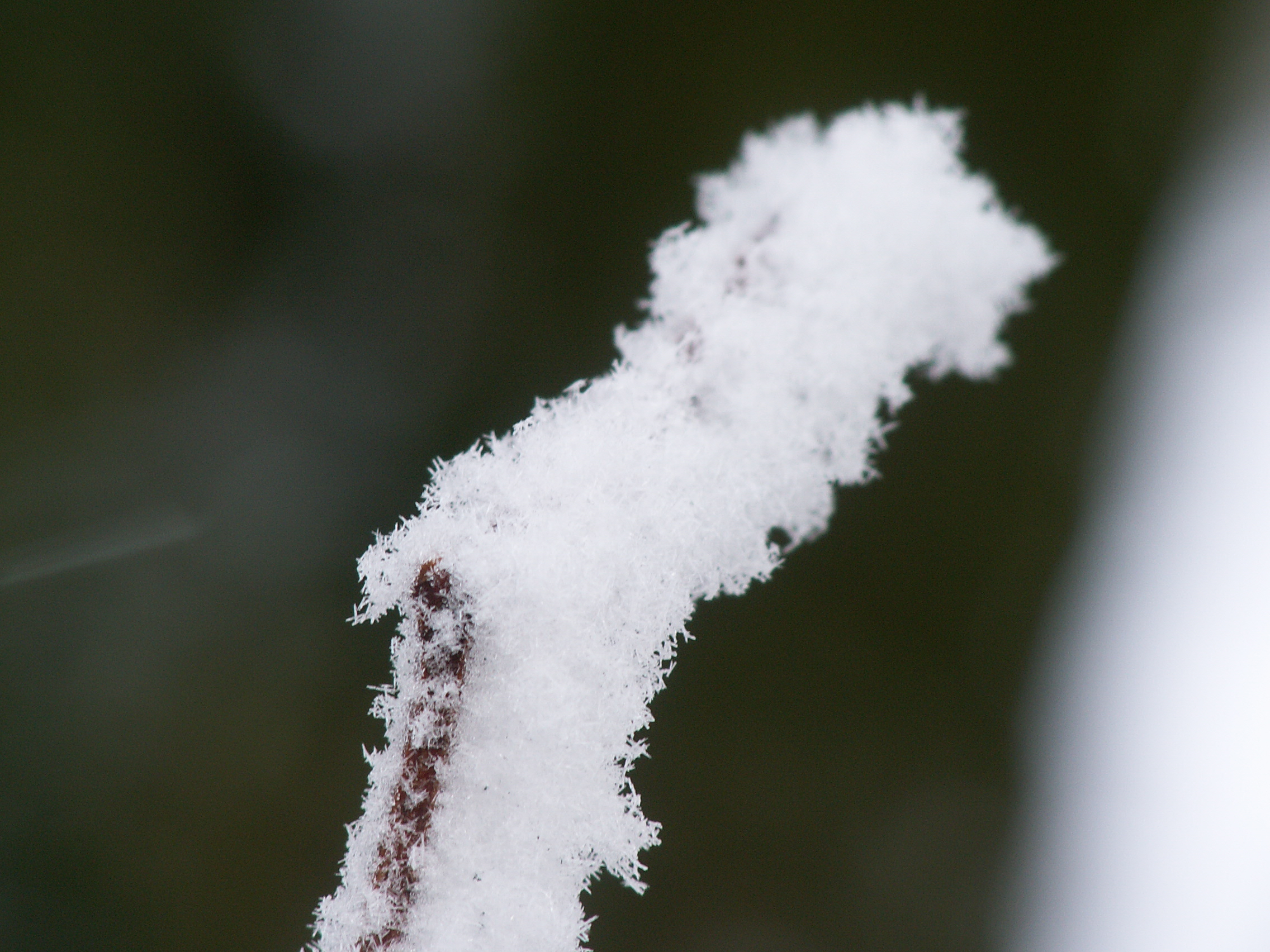
Ruige rijp, turbulente luchtstroming.
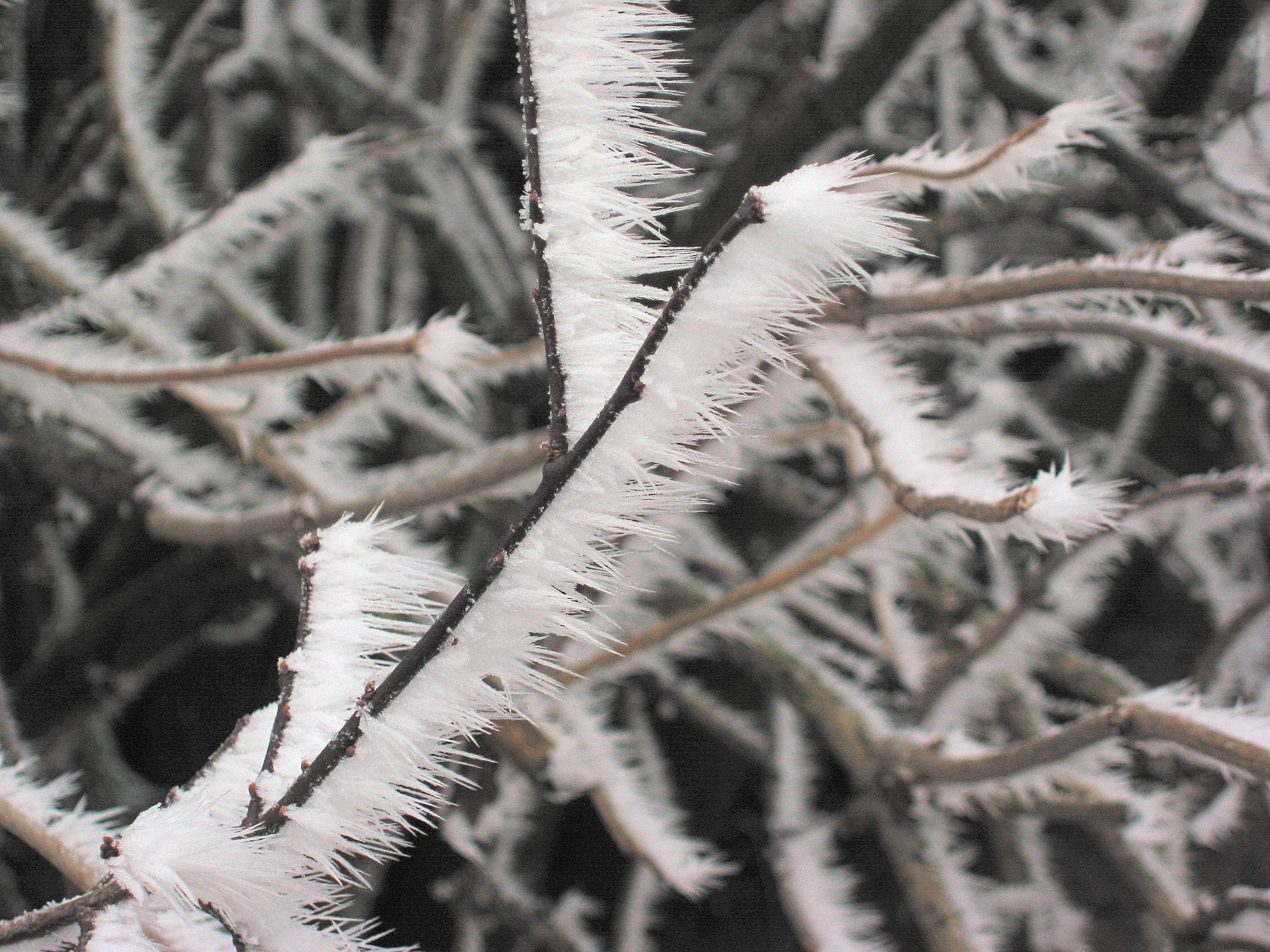
Ruige rijp, laminaire luchtstroming.